# Romantic Doctor, Teacher Kim 2
Romantic Doctor, Teacher Kim 2 (hangul: 낭만닥터 김사부 2; rr: Nangmandakteo Gimsabu 2) é uma telenovela sul-coreana exibida pela SBS de 6 de janeiro a 25 de fevereiro de 2020, estrelada por Han Suk-kyu, Ahn Hyo-seop, Lee Sung-kyung e Kim Joo-hun.

## Enredo
Três anos após os eventos de Romantic Doctor, Teacher Kim, Kim Sa-bu (Han Suk-kyu) chega ao hospital da Universidade de Geosan para recrutar um cirurgião geral. Ele encontra Seo Woo-jin (Ahn Hyo-seop), um médico com um passado conturbado que é banido por seus colegas médicos, e oferece a ele o emprego. Enquanto isso, Cha Eun-jae (Lee Sung-kyung) é suspenso após cometer outro erro na sala de operações e não tem outra escolha a não ser seguir os dois médicos ao Hospital Doldam.

## Elenco

### Elenco principal
- Han Suk-kyu como Mestre Kim / Boo Yong-joo
- Ahn Hyo-seop como Seo Woo-jin
- Lee Sung-kyung como Cha Eun-jae
- Kim Joo-hun como Park Min-gook

### Elenco de apoio

#### Pessoas do hospital Doldam
- Shin Dong-wook as Bae Moon-jeong
- So Joo-yeon as Yoon Ah-reum
- Yoon Na-moo as Jeong In-soo
- Kim Hong-pa as Yeo Woon-yeong
- Jin Kyung as Oh Myeong-sim
- Im Won-hee como Jang Gi-tae
- Byun Woo-min como Nam Do-il
- Kim Min-jae como Park Eun-tak
- Jung Ji-ahn como Uhm Hyun-jung
- Yoon Bo-ra como Joo Young-mi
- Lee Gyu-ho como senhor Gu
- Kim Yong-jin como chefe Lee

#### Equipe de Park Min-gook
- Go Sang-ho as Yang Ho-joon
- Park Hyo-joo as Shim Hye-jin
- Bae Myung-jin as Heo Yeong-gyoo

#### Pessoas da Fundação
- Choi Jin-ho as Do Yoon-wan
- Jang Hyuk-jin as Song Hyeon-cheol

#### Outros
- Lee Ho-cheol como agiota
- Lim Cheol-soo como agiota
- Kim Jong-tae como Professor Oh
- Kang Yoo-seok como Joon Young
- Kim Jin como Choi Soon-young
- Lee Ji-hyun como mãe de Soon-young
- Kwon Hyeok-soo como senhor Ryu
- Kim Dong-hyun como um marido violento

## Trilha sonora

### Parte 1
Predefinição:Track list

### Parte 2
Predefinição:Track list

### Parte 3
Predefinição:Track list

### Parte 4
Predefinição:Track list

### Parte 5
Predefinição:Track list

### Parte 6
Predefinição:Track list

### Parte 7
Predefinição:Track list

### Parte 8
Predefinição:Track list

## Classificações
- Na tabela abaixo, os números azuis representam as audiências mais baixas e os números vermelhos representam as audiências mais elevadas.

| Episódio | Parte | Data de transmissão     | Título                                                                      | Audiência média | Audiência média | Audiência média | Audiência média |
| Episódio | Parte | Data de transmissão     | Título                                                                      | AGB Nielsen     | AGB Nielsen     | TNmS            |                 |
| Episódio | Parte | Data de transmissão     | Título                                                                      | Em todo o país  | Seul            | Em todo o país  |                 |
| -------- | ----- | ----------------------- | --------------------------------------------------------------------------- | --------------- | --------------- | --------------- | --------------- |
| 1        | 1     | 6 de janeiro de 2020    | Rainmaker                                                                   | 10.8% (5th)     | 11.4% (5th)     | 10.2% (8th)     |                 |
| 1        | 2     | 6 de janeiro de 2020    | Rainmaker                                                                   | 14.9% (3rd)     | 15.5% (2nd)     | 13.3% (4th)     |                 |
| 2        | 1     | 7 de janeiro de 2020    | Mechanism of Accidents (사고기전(事故機轉))                                 | 13.2% (3rd)     | 14.3% (3rd)     | 12.6% (5th)     |                 |
| 2        | 2     | 7 de janeiro de 2020    | Mechanism of Accidents (사고기전(事故機轉))                                 | 18.0% (2nd)     | 19.3% (1st)     | 17.0% (3rd)     |                 |
| 3        | 1     | 13 de janeiro de 2020   | Undefined Setting Value (미확인 설정값)                                     | 11.3% (5th)     | 11.8% (4th)     | 11.4% (7th)     |                 |
| 3        | 2     | 13 de janeiro de 2020   | Undefined Setting Value (미확인 설정값)                                     | 17.2% (2nd)     | 17.7% (2nd)     | 16.6% (3rd)     |                 |
| 4        | 1     | 14 de janeiro de 2020   | Utilizing Conflict (갈등활용법)                                             | 15.4% (3rd)     | 15.8% (3rd)     | 14.4% (4th)     |                 |
| 4        | 2     | 14 de janeiro de 2020   | Utilizing Conflict (갈등활용법)                                             | 19.9% (1st)     | 20.6% (1st)     | 18.2% (2nd)     |                 |
| 5        | 1     | 20 de janeiro de 2020   | A Living Friday Night (살아있는 금요일의 밤)                                | 14.8% (3rd)     | 15.1% (3rd)     | 13.7% (4th)     |                 |
| 5        | 2     | 20 de janeiro de 2020   | A Living Friday Night (살아있는 금요일의 밤)                                | 17.6% (2nd)     | 18.0% (1st)     | 17.1% (3rd)     |                 |
| 6        | 1     | 21 de janeiro de 2020   | Placebo (플라시보)                                                          | 15.5% (3rd)     | 15.9% (3rd)     | 15.1% (4th)     |                 |
| 6        | 2     | 21 de janeiro de 2020   | Placebo (플라시보)                                                          | 18.6% (2nd)     | 18.9% (1st)     | 18.2% (2nd)     |                 |
| 7        | 1     | 27 de janeiro de 2020   | The Line That Should Be Protected... (지켜야 할 선(線), 지키지 못한 선(善)) | 13.0% (5th)     | 13.7% (3rd)     | 11.8% (6th)     |                 |
| 7        | 2     | 27 de janeiro de 2020   | The Line That Should Be Protected... (지켜야 할 선(線), 지키지 못한 선(善)) | 18.0% (2nd)     | 18.3% (2nd)     | 16.8% (2nd)     |                 |
| 8        | 1     | 28 de janeiro de 2020   | Walk of Respect (존경의 길)                                                 | 16.5% (3rd)     | 17.0% (3rd)     | 15.8% (4th)     |                 |
| 8        | 2     | 28 de janeiro de 2020   | Walk of Respect (존경의 길)                                                 | 20.7% (1st)     | 20.9% (1st)     | 19.5% (2nd)     |                 |
| 9        | 1     | 3 de fevereiro de 2020  | Trauma (트라우마)                                                           | 14.4% (4th)     | 15.3% (3rd)     | 14.9% (5th)     |                 |
| 9        | 2     | 3 de fevereiro de 2020  | Trauma (트라우마)                                                           | 18.2% (2nd)     | 18.5% (2nd)     | 18.0% (3rd)     |                 |
| 10       | 1     | 4 de fevereiro de 2020  | The Effects of an Adequate Amount of Anxiety (적정 불안 효과)               | 17.7% (3rd)     | 18.5% (3rd)     | 16.7% (4th)     |                 |
| 10       | 2     | 4 de fevereiro de 2020  | The Effects of an Adequate Amount of Anxiety (적정 불안 효과)               | 20.8% (2nd)     | 21.8% (1st)     | 19.3% (2nd)     |                 |
| 11       | 1     | 10 de fevereiro de 2020 | Minimum Boundaries (최소한의 경계선)                                        | 17.7% (3rd)     | 18.9% (3rd)     | 16.7% (4th)     |                 |
| 11       | 2     | 10 de fevereiro de 2020 | Minimum Boundaries (최소한의 경계선)                                        | 20.8% (2nd)     | 21.5% (1st)     | 18.6% (3rd)     |                 |
| 12       | 1     | 11 de fevereiro de 2020 | An Error of Exchange of Equivalents (등가교환의 오류)                       | 17.4% (3rd)     | 17.8% (3rd)     | 16.4% (4th)     |                 |
| 12       | 2     | 11 de fevereiro de 2020 | An Error of Exchange of Equivalents (등가교환의 오류)                       | 21.9% (1st)     | 22.1% (1st)     | 18.8% (2nd)     |                 |
| 13       | 1     | 17 de fevereiro de 2020 | Defense Mechanism (방어기제)                                                | 18.0% (3rd)     | 19.3% (3rd)     | 16.6% (4th)     |                 |
| 13       | 2     | 17 de fevereiro de 2020 | Defense Mechanism (방어기제)                                                | 22.7% (1st)     | 23.9% (1st)     | 19.0% (3rd)     |                 |
| 14       | 1     | 18 de fevereiro de 2020 | Selective Dyslexia (선택적 난독증)                                          | 19.3% (3rd)     | 20.2% (2nd)     | 18.2% (4th)     |                 |
| 14       | 2     | 18 de fevereiro de 2020 | Selective Dyslexia (선택적 난독증)                                          | 23.4% (1st)     | 23.8% (1st)     | 21.6% (2nd)     |                 |
| 15       | 1     | 24 de fevereiro de 2020 | Rapport; Trust Relationship (라뽀; 신뢰관계)                                | 19.4% (3rd)     | 20.8% (2nd)     | 18.5% (4th)     |                 |
| 15       | 2     | 24 de fevereiro de 2020 | Rapport; Trust Relationship (라뽀; 신뢰관계)                                | 23.7% (1st)     | 24.5% (1st)     | 22.2% (2nd)     |                 |
| 16       | 1     | 25 de fevereiro de 2020 | Koi's Law (코이의 법칙)                                                     | 21.1% (4th)     | 21.9% (3rd)     | 20.6% (5th)     |                 |
| 16       | 2     | 25 de fevereiro de 2020 | Koi's Law (코이의 법칙)                                                     | 25.4% (2nd)     | 25.6% (2nd)     | 23.1% (3rd)     |                 |
| 16       | 3     | 25 de fevereiro de 2020 | Koi's Law (코이의 법칙)                                                     | 27.1% (1st)     | 27.2% (1st)     | 24.4% (1st)     |                 |
| Média    | Média | Média                   | Média                                                                       | 18.3%           | 19.0%           | 17.1%           |                 |
| Especial | 1     | 30 de dezembro de 2019  | Dr. Romantic After 3 Years (낭만닥터 김사부 그후 3년)                       | 5.6% (18th)     | 5.5% (20th)     | 5.4% (20th)     |                 |
| Especial | 2     | 30 de dezembro de 2019  | Dr. Romantic After 3 Years (낭만닥터 김사부 그후 3년)                       | 7.6% (11th)     | 7.9% (9th)      | 6.9% (16th)     |                 |
| Especial | 3     | 30 de dezembro de 2019  | Dr. Romantic After 3 Years (낭만닥터 김사부 그후 3년)                       | 5.3% (20th)     | 5.6% (17th)     | 4.4% (NR)       |                 |

## Prêmios e indicações
| Ano  | Prêmio                    | Categoria             | Trabalho nomeado | Resultado | Ref.  |
| ---- | ------------------------- | --------------------- | ---------------- | --------- | ----- |
| 2020 | 56th Baeksang Arts Awards | Melhor novo ator (TV) | Ahn Hyo-seop     | Venceu    | [ 5 ] |